# Михайловка (Обуховский район)
Миха́йловка (укр. Михайлівка) — село в Мироновской городской общине Обуховского района Киевской области Украины.
Население по переписи 2001 года составляло 301 человек. Почтовый индекс — 09721. Телефонный код — 4561. Занимает площадь 1,5 км². Код КОАТУУ — 3220684401.
В селе родился Герой Советского Союза Феодосий Космач.